# دژ هامینا
دژ هامینا (فنلاندی: Haminan linnoitus) در فنلاند در ساحل خلیج فنلاند واقع شده‌است و بخشی جدایی‌ناپذیر از مرکز شهر هامینا است. دژ هامینا یک سازه ستاره‌ای شکل است که نمایانگر شهر ایده‌آل دوران رنسانس پالمانوا در شمال شرقی ایتالیا، بوده‌است.

## پیشینه
محل دژ قبلاً بازار وهکالاهتی بوده‌است که در سال ۱۶۵۳ تحت نام وهکالاهتی اووسیکاوپونکی به شهر تبدیل شده بود. این شهر در جنگ بزرگ شمالی در سال ۱۷۱۲ ویران شد. ساخت این دژ توسط ژنرال سوئدی اکسل فون لوون پس از پیمان نیستاد در اوایل دهه ۱۷۲۰ آغاز شد. فون لوون قصد داشت از پیشروی روسیه به سمت خلیج فنلاند که توسط پتر یکم پیش‌بینی شده بود، که می‌خواست مسیرهای دریایی را برای روسیه باز کند، جلوگیری کند. در کنار دژ هامینا ساخت قلعه دیگری نیز در لاپن‌رانتا آغاز شد.
قلعه، که توسط شش جان‌پناه دژ محافظت می‌شد، وظیفه دفاع از شهر و جاده ساحلی را بر عهده داشت. پس از جنگ روسیه و سوئد در ۱۷۴۱–۱۷۴۳، دژ که هنوز ناتمام بود مجبور به تسلیم به نیروهای روسیه شد و این منطقه به روسیه تعلق یافت. ژنرال الکساندر سوورف ساخت دژ را ادامه داد.

## قرن ۱۹
در آغاز قرن نوزدهم، دژ هامینا یکی از قلعه‌های متعددی بود که به عنوان بخشی از سیستم استحکامات جنوب شرقی فنلاند تقویت شد. ژنرال هلندی‌الاصل یان پیتر ون سوشتلن کاربری این دژ را ناکافی و ناکارآمد می‌دانست، بنابراین سنگرهای دفاعی رو به شمال در ساحل دریاچه کرککویروی تخریب شد و با یک سنگر بزرگ بنایی جدید مطابق با سیستم نوین استحکامات در سال ۱۸۰۳ جایگزین شد.
پس از اینکه مرز روسیه و سوئد در نتیجه جنگ فنلاند از رودخانهکومی‌یوکی به سمت غرب به سمت رودخانه تورن تغییر کرد، دژ در دهه ۱۸۳۰ متروک شد و تزار نیکلای یکم عمده محوطه دژ را به شهر هامینا داد و همزمان سمت فرماندهی دژ منحل شد.
دژ هامینا در جنگ کریمه بار دیگر فعال شد. سازه دژ تقویت شد و سمت فرماندهی آن در طول جنگ دوباره برقرار شد.

## قلعه امروز

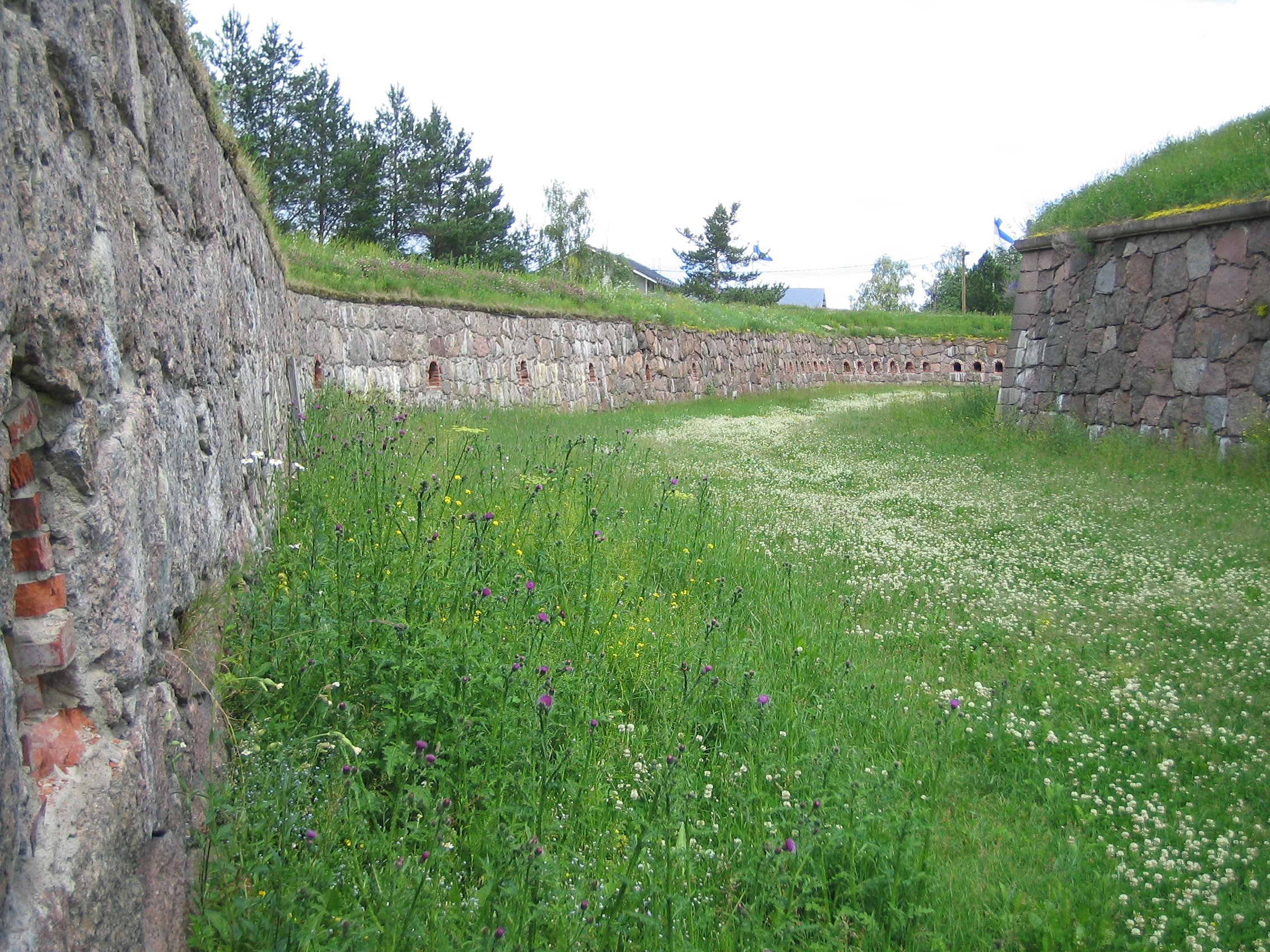
دیوارهای دژ هامینا

مرمت دژ در سال ۱۹۵۷ آغاز شد و از دهه ۱۹۸۰ سازمان میراث فنلاند مسئولیت بازسازی ساختارهای دژ را بر عهده داشت. بسیاری از نقاط تا به امروز باقی مانده‌است و از آن به عنوان مکانی برای برگزاری رویدادهای مختلف استفاده می‌شود. شاید قابل توجه‌ترین آن هامینا تاتو باشد، که یک رویداد بین‌المللی موسیقی نظامی است که هر دو سال یکبار در هامینا برگزار می‌شود. بخش‌هایی از قلعه همچنان مورد استفاده نظامی است، زیرا مدرسه افسران رزرو فنلاند در دژ قرار دارد.